# Velçan
Velçan là một xã trong quận Pogradec thuộc hạt Korçë, Albania. Dân số năm 2005 là 3990 người.